# Казимиро де Оливейра
Касимиро де Оливейра (на португалски: Casimiro De Oliveira) е бивш португалски пилот от Формула 1. Роден на 8 септември 1907 година в Порто, Португалия.

## Формула 1
Касимиро де Оливейра прави своя дебют във Формула 1 в Голямата награда на Португалия през 1958 година, като това е единственото му участие и не успява да спечели точки, състезава се за отбора на Мазерати.